# Le petit homme d'Arkhangelsk
Le petit homme d'Arkhangelsk es una novela del escritor belga Georges Simenon. La obra fue escrita en Cannes del 21 al 29 de abril de 1956 y prepublicada en la revista mensual francesa Preuves en agosto y septiembre del mismo año. El libro fue publicado por la editorial parisina Presses de la Cité en octubre de 1956. 

## Argumento
Jonas Milk nació en una familia judía rusa el 21 de septiembre de 1916 en Arcángel, Rusia, pero a la edad de sólo un año abandonó el país en medio de la agitación de la Revolución de Octubre y emigró a través de desvíos por Constantinopla y París hacia una pequeña ciudad de la región de Berry, donde creció con sus padres en la Place du Vieux-Marché. El niño no recordaría a sus cinco hermanas que se habían quedado en Rusia; pero sentía ternura por la más joven, simplemente por su nombre: Dussa. En 1930 el padre se atrevió a regresar a la Unión Soviética; cuando desapareció, su esposa lo siguió. Jonas nunca recibió noticias de ninguno de los dos. Creció con conocidos en París, asistió al Lycée Condorcet, pero apenas cumplió la mayoría de edad tomó la ciudadanía francesa y regresó al Vieux-Marché, el único lugar que alguna vez había sido su hogar.
Monsieur Jonas, como lo llama todo el mundo en el Vieux-Marché, abrió una librería de viejo, pero ganó su dinero principalmente en la filatelia, donde adquirió algunas piezas igualmente raras y valiosas mediante un meticuloso seguimiento de las variaciones. Siguió siendo un solitario hasta que, a los 38 años, se casó con su ama de llaves, Gina, que era 16 años menor que él. Jonás sabía que su joven esposa no lo amaba, pero ella lo tocó, él le ofreció un hogar tranquilo y pasó por alto con tacto sus frecuentes infidelidades. El judío Jonás incluso adoptó la fe católica para poder casarse.
Dos años más tarde, cuando Gina no regresa a casa después de salir por la noche y Jonas descubre que sus sellos más valiosos han desaparecido, sospecha que su esposa ha planeado su fuga con mucha antelación. Por vergüenza, les dice a los habitantes del Vieux-Marché que están visitando a un amigo en la cercana Bourges. Se enreda en mentiras que despiertan la desconfianza de los demás. Aunque se sabe completamente inocente, durante los próximos días Jonas tiene que soportar cada vez más sospechas por parte de sus vecinos, quienes obviamente sospechan que él mató a su esposa por los celos de sus escapadas. Al final, incluso lo citan en la comisaría local. Durante el interrogatorio, el inspector Devaux anunció que Gina había confesado a varias personas que tenía miedo de su marido porque era corrupto porque nunca quiso tocar su ropa como todos los demás hombres del lugar. Esta revelación le da a Jonás un duro golpe y se desmaya. Cuando despertó de nuevo, dos policías lo acompañaron a su casa para registrarla.
Mientras Jonas camina por las calles, observado en secreto por los residentes, se da cuenta de que en realidad nunca fue parte de la ciudad, que solo fue necesaria esta ocasión para convertirlo en el extraño que siempre fue a sus ojos. Después de que la policía se marcha, quiere ahorcarse en su jardín. En el último momento, un mirlo despierta su alegría de vivir, y cuando la camarera del Hôtel des Négociants lo visita y le revela el nombre del amante de Gina, a quien conoció el día de su desaparición. Jonas imagina con satisfacción cómo será cuando le de la información al inspector de policía y como todos los vecinos se avergonzarán al reconocer su inocencia. Pero de camino a la comisaría recuerda la sensación de impotencia cuando de repente todo se volvió tan fácil para él y sus últimos pensamientos fueron para su hermana Dussa, y se da vuelta. Por la mañana, los vecinos del Vieux-Marché lo encuentran colgado en su jardín.

## Interpretación
Según Stanley G. Eskin, Le petit homme d'Arkhangelsk muestra un proceso de alienación. Jonas Milk es un “refugiado judío amable y sensible” que recuerda en parte al personaje del Vagabundo de Charlie Chaplin. La ternura y la paciencia con las que Milk cubre la infidelidad de su joven esposa son completamente incomprendidas por quienes lo rodean y por las autoridades, que lo ven simplemente como un "viejo grasiento". Después de perder su lugar en la comunidad social, se suicida, “un intento noble y fallido de supervivencia espiritual”. Según Lucille F. Becker, la figura de un tímido solitario que no está seguro de su masculinidad y lleva una vida sin incidentes incluso después del matrimonio, interrumpida sólo por las infidelidades de su promiscua pareja, es un tema común en la obra de Simenon. El motivo de un hombre que es abandonado por su mujer de un día para otro también se puede encontrar en muchas novelas, como El hijo del relojero o La fuga de Mr. Monde.  Para Patricia MacManus, la participación de Milk en sus mentiras bien intencionadas adquiere características casi kafkianas hasta que el librero finalmente llega a una conclusión que deja al mundo desentrañar sus mentiras. 
Según Michel Lemoine, la novela está en un tono menor caracterizado por la depresión y la resignación. La acción, interrumpida por algunos flashbacks del pasado de Milk, se desarrolla en un estrecho entorno de unas pocas casas alrededor de una plaza del mercado, con Simenon utilizando una técnica comparable al puntillismo para capturar la atmósfera de una ciudad de provincia con su mediocre y conformista y residentes de corazón estrecho.  Sebastian Hammelehle considera que la novela está “influida por los colores y el estado de ánimo del interior de Francia hacia Borgoña, y por la tristeza de quienes no pertenecen allí”. En su soledad y exclusión, Milk siempre vivió su vida a través de sus vecinos, a quienes observaba todos los días. En él recuerda a Lucille F. Becker a los protagonistas de Monsieur Hire y El hombre que miraba pasar los trenes. 
En el prefacio de un cuento de Arthur Omre, Simenon describía que el drama del hombre es que está solo y siente un deseo cada vez más urgente de un lugar entre otras personas, cualquiera que sea ese lugar. Pero el librero Jonas Milk no logra encontrar este lugar en la novela. Es educado y sencillo, tiene un trabajo respetable y un pasatiempo común y corriente. En el trato con sus semejantes es paciente, modesto e incluso humilde. Pero, en última instancia, nada puede borrar el estigma de ser un extraño, una experiencia que, según Becker, el propio Simenon también vivió en su vida. Al final, Milk se da cuenta de que sus supuestos amigos nunca lo han visto como otra cosa que el extraño y solitario que vino del otro lado del mundo para instalarse como un parásito en el Vieux-Marché.  También en otras novelas el drama de un outsider en un ambiente hostil termina en un desenlace fatal, como en el caso de Monsieur Hire, que es perseguido hasta la muerte, y del viejo Krull en La casa de los Krull, que, como Milk, se suicida. 
Según Pierre Assouline, a menudo se trata de personajes judíos en los que Simenon retrata a nómadas sin hogar ni raíces que intentan en vano integrarse en una comunidad. Un ejemplo particularmente conmovedor es el sastre Kachoudas en Los fantasmas del sombrerero, quien continuamente se disculpa por su presencia. En este sentido, el trágico final de Milk va más allá de su fracaso personal y se convierte en un reflejo del destino judío general. La novela fue particularmente bien recibida por los críticos judíos.  Chaim Raphael, por ejemplo, señala que aunque Simenon tergiversa los detalles sociales en Le petit homme d'Arkhangelsk, logró llegar a la esencia de la experiencia judía. La novela es un análisis astuto de la posición del judío en el mundo occidental. En última instancia, el tema judío en la novela es sólo un aspecto de la condición humana general, que trata sobre los humanos como eternos vagabundos. 

## Recepción
Según Fenton Bresler, muchos críticos consideran Le petit homme d'Arkhangelsk una de las mejores obras de Simenon.  Le Figaro vio un “gran” Simenon en la novela.  Manfred Pope lo describió en Bücher am Sonntag, el suplemento del NZZ am Sonntag, como una “pequeña obra maestra de descripción del medio y de psicología” y juzgó: “No se puede contar una historia más concisa, más precisa y más profunda. Peter Kaiser calificó el “apasionante estudio sobre la imposibilidad de encontrar un nuevo hogar y la maldad de una comunidad que conspira para equivocarse” como “una obra maestra melancólica”.  Para Pierre Assouline en Le Monde es “una de las novelas más bellas de Simenon, que releo al menos una vez al año ”.
Según Sebastian Hammelehle en Spiegel Online, Le petit homme d'Arkhangelsk es una “novela tierna, aunque apenas contenga ternura”. El New York Times Book Review lo calificó como una "historia conmovedora de un hombre cuyos vergonzosos intentos de encubrir la fuga de su esposa lo convierten en el principal sospechoso de su asesinato  Publishers Weekly consideró Le petit homme d'Arkhangelsk, así como la novela publicada conjuntamente Domingo, como una “exposición ingeniosa y despiadada de los sentimientos e intenciones de los personajes”. Kirkus Reviews describió ambas novelas como “estudios sobre la decepción y el miedo” que son a la vez cautivadores y reveladores.

## Adaptación
- En 2007, Olivier Langlois adaptó la novela a una película para la televisión franco-belga, Monsieur Joseph. En ella, el judío de origen ruso Jonas Milk se transforma en un inmigrante argelino llamado Youssef Hamoudi, conocido como Monsieur Joseph. Los papeles principales fueron interpretados por Daniel Prévost, Julie-Marie Parmentier y Serge Riaboukine.[21]